# Nicolas Mahut
Nicolas Mahut (Angers, 21 de gener de 1982) és un jugador professional de tennis francès. L'any 2019 va completar el Grand Slam durant la carrera després de guanyar tots quatre títols de Grand Slam en dobles masculins junt al seu compatriota Pierre-Hugues Herbert. Va encapçalar el rànquing de dobles de l'ATP durant 39 setmanes entre els anys 2016 i 2017, i ho va aconseguir amb 34 anys.
En el seu palmarès hi ha quatre títols individuals i 31 en dobles, destacant especialment en els torneigs sobre gespa. Va formar part de l'equip francès de Copa Davis que va guanyar el títol l'any 2017, tot i que no en va disputar la final.
Des del 24 de juny de 2010 posseeix el rècord de major quantitat de punts guanyats en un partit (502) i el d'haver jugat el partit més llarg en la història del tennis contra l'estatunidenc John Isner en la primera ronda del Torneig de Wimbledon, que va durar 11 hores i 5 minuts amb el resultat final de 6-4, 3-6, 6-7(7), 7-6(3) i 70-68 per a l'estatunidenc.

## Biografia
Fill de Brigitte i Philippe, té quatre germans: Dominique, Stephane, Jean-Philippe i Delphine.
Està casat amb la seva dona Virginie i tenen un fill anomenat Natanel (2011). Resideixen al municipi de Boulogne-Billancourt, als afores de París.
Va publicar un llibre titulat Le Match de Ma Vie relacionat amb el partit que va disputar contra John Isner a Wimbledon l'any 2010, el partit més llarg en la història del tennis.

## Torneigs de Grand Slam

### Dobles masculins: 8 (5−3)
| Resultat  | Núm. | Any  | Torneig           | Parella                | Oponents                                | Marcador                            |
| --------- | ---- | ---- | ----------------- | ---------------------- | --------------------------------------- | ----------------------------------- |
| Finalista | 1.   | 2013 | Roland Garros     | Michaël Llodra         | Bob Bryan Mike Bryan                    | 4−6, 6−4, 6−7(3)                    |
| Finalista | 2.   | 2015 | Open d'Austràlia  | Pierre-Hugues Herbert  | Simone Bolelli Fabio Fognini            | 4−6, 4−6                            |
| Guanyador | 1.   | 2015 | US Open           | Pierre-Hugues Herbert  | Jamie Murray John Peers                 | 6−4, 6−4                            |
| Guanyador | 2.   | 2016 | Wimbledon         | Pierre-Hugues Herbert  | Julien Benneteau Édouard Roger-Vasselin | 6−4, 7−6(1), 6−3                    |
| Guanyador | 3.   | 2018 | Roland Garros     | Pierre-Hugues Herbert  | Oliver Marach Mate Pavić                | 6−2, 7−6(4)                         |
| Guanyador | 4.   | 2019 | Open d'Austràlia  | Pierre-Hugues Herbert  | Henri Kontinen John Peers               | 6−4, 7−6(1)                         |
| Finalista | 3.   | 2019 | Wimbledon         | Édouard Roger-Vasselin | Juan Sebastián Cabal Robert Farah       | 7−6(5), 6−7(5), 6−7(6), 7−6(5), 3−6 |
| Guanyador | 5.   | 2021 | Roland Garros (2) | Pierre-Hugues Herbert  | Alexander Bublik Andrey Golubev         | 4−6, 7−6(1), 6−4                    |

## Palmarès

### Individual: 6 (4−2)
| Llegenda (pre/post 2009)                                 |
| -------------------------------------------------------- |
| Grand Slams (0−0)                                        |
| Tennis Masters Cup / ATP Finals (0−0)                    |
| ATP Masters Series / ATP World Tour Masters 1000 (0−0)   |
| ATP International Series Gold / ATP World Tour 500 (0−0) |
| ATP International Series / ATP World Tour 250 (4−2)      |

| Títols per superfície |
| --------------------- |
| Dura (0−0)            |
| Gespa (4−2)           |
| Terra batuda (0−0)    |

| Resultat  | Núm. | Data                 | Torneig                         | Superfície | Oponent         | Marcador            |
| --------- | ---- | -------------------- | ------------------------------- | ---------- | --------------- | ------------------- |
| Finalista | 1.   | 17 de juny de 2007   | Londres, Regne Unit             | Gespa      | Andy Roddick    | 6−4, 6−7(7), 6−7(2) |
| Finalista | 2.   | 15 de juliol de 2007 | Newport, Estats Units           | Gespa      | Fabrice Santoro | 4−6, 4−6            |
| Guanyador | 1.   | 22 de juny de 2013   | 's-Hertogenbosch, Països Baixos | Gespa      | Stan Wawrinka   | 6−3, 6−4            |
| Guanyador | 2.   | 14 de juliol de 2013 | Newport                         | Gespa      | Lleyton Hewitt  | 5−7, 7−5, 6−3       |
| Guanyador | 3.   | 14 de juny de 2015   | 's-Hertogenbosch (2)            | Gespa      | David Goffin    | 7−6(1), 6−1         |
| Guanyador | 4.   | 12 de juny de 2016   | 's-Hertogenbosch (3)            | Gespa      | Gilles Müller   | 6−4, 6−4            |

### Dobles masculins: 58 (37−21)
| Llegenda (pre/post 2009)                                 |
| -------------------------------------------------------- |
| Grand Slams (5−3)                                        |
| Tennis Masters Cup / ATP Finals (2−1)                    |
| ATP Masters Series / ATP World Tour Masters 1000 (7−4)   |
| ATP International Series Gold / ATP World Tour 500 (8−1) |
| ATP International Series / ATP World Tour 250 (15−12)    |

| Títols per superfície |
| --------------------- |
| Dura (28−13)          |
| Gespa (5−3)           |
| Terra batuda (4−4)    |
| Moqueta (0−1)         |

| Resultat  | Núm. | Data                   | Torneig                         | Superfície   | Parella                | Oponents                                | Marcador                            |
| --------- | ---- | ---------------------- | ------------------------------- | ------------ | ---------------------- | --------------------------------------- | ----------------------------------- |
| Guanyador | 1.   | 5 d'octubre de 2003    | Metz, França                    | Dura (i)     | Julien Benneteau       | Michaël Llodra Fabrice Santoro          | 7−6(2), 6−3                         |
| Finalista | 1.   | 12 d'octubre de 2003   | Lió, França                     | Moqueta (i)  | Julien Benneteau       | Jonathan Erlich Andy Ram                | 1−6, 3−6                            |
| Finalista | 2.   | 11 de juliol de 2004   | Newport, Estats Units           | Gespa        | Grégory Carraz         | Jordan Kerr Jim Thomas                  | 3−6, 7−6(5), 3−6                    |
| Guanyador | 2.   | 11 d'octubre de 2004   | Metz (2)                        | Dura (i)     | Arnaud Clément         | Ivan Ljubičić Uros Vico                 | 6−2, 7−6(8)                         |
| Finalista | 3.   | 30 de setembre de 2007 | Bangkok, Tailàndia              | Dura (i)     | Michaël Llodra         | Sanchai Ratiwatana Sonchat Ratiwatana   | 6−3, 5−7, [7−10]                    |
| Guanyador | 3.   | 1 de novembre de 2009  | Lió                             | Dura (i)     | Julien Benneteau       | Arnaud Clément Sébastien Grosjean       | 6−4, 7−6(6)                         |
| Finalista | 4.   | 13 de novembre de 2011 | París, França                   | Dura (i)     | Julien Benneteau       | Rohan Bopanna Aisam-ul-Haq Qureshi      | 2−6, 4−6                            |
| Guanyador | 4.   | 5 de febrer de 2012    | Montpeller, França              | Dura (i)     | Édouard Roger-Vasselin | Paul Hanley Jamie Murray                | 6−4, 7−6(4)                         |
| Guanyador | 5.   | 26 de febrer de 2012   | Marsella, França                | Dura (i)     | Édouard Roger-Vasselin | Dustin Brown Jo-Wilfried Tsonga         | 3−6, 6−3, [10−6]                    |
| Guanyador | 6.   | 23 de setembre de 2012 | Metz (3)                        | Dura (i)     | Édouard Roger-Vasselin | Johan Brunström Frederik Nielsen        | 7−6(3), 6−4                         |
| Finalista | 5.   | 9 de juny de 2013      | Roland Garros, França           | Terra batuda | Michaël Llodra         | Bob Bryan Mike Bryan                    | 4−6, 6−4, 6−7(4)                    |
| Guanyador | 7.   | 14 de juliol de 2013   | Newport                         | Gespa        | Édouard Roger-Vasselin | Tim Smyczek Rhyne Williams              | 6−7(4), 6−2, [10−5]                 |
| Finalista | 6.   | 22 de setembre de 2013 | Metz                            | Dura (i)     | Jo-Wilfried Tsonga     | Johan Brunström Raven Klaasen           | 4−6, 6−7(5)                         |
| Finalista | 7.   | 9 de febrer de 2014    | Montpeller                      | Dura (i)     | Marc Gicquel           | Nikolai Davidenko Denis Istomin         | 4−6, 6−1, [7−10]                    |
| Guanyador | 8.   | 16 de febrer de 2014   | Rotterdam, Països Baixos        | Dura (i)     | Michaël Llodra         | Jean-Julien Rojer Horia Tecău           | 6−2, 7−6(4)                         |
| Finalista | 8.   | 1 de febrer de 2015    | Open d'Austràlia, Austràlia     | Dura         | Pierre-Hugues Herbert  | Simone Bolelli Fabio Fognini            | 4−6, 4−6                            |
| Finalista | 9.   | 14 de juny de 2015     | 's-Hertogenbosch, Països Baixos | Gespa        | Pierre-Hugues Herbert  | Ivo Karlović Łukasz Kubot               | 2−6, 6−7(9)                         |
| Guanyador | 9.   | 21 de juny de 2015     | Londres, Regne Unit             | Gespa        | Pierre-Hugues Herbert  | Marcin Matkowski Nenad Zimonjić         | 6−2, 6−2                            |
| Guanyador | 10.  | 13 de setembre de 2015 | US Open, Estats Units           | Dura         | Pierre-Hugues Herbert  | Jamie Murray John Peers                 | 6−4, 6−4                            |
| Finalista | 10.  | 27 de setembre de 2015 | Metz (2)                        | Dura (i)     | Pierre-Hugues Herbert  | Łukasz Kubot Édouard Roger-Vasselin     | 6−2, 3−6, [7−10]                    |
| Guanyador | 11.  | 14 de febrer de 2016   | Rotterdam (2)                   | Dura (i)     | Vasek Pospisil         | Philipp Petzschner Alexander Peya       | 7−6(2), 6−4                         |
| Guanyador | 12.  | 20 de març de 2016     | Indian Wells, Estats Units      | Dura         | Pierre-Hugues Herbert  | Vasek Pospisil Jack Sock                | 6−3, 7−6(5)                         |
| Guanyador | 13.  | 3 d'aril de 2016       | Miami, Estats Units             | Dura         | Pierre-Hugues Herbert  | Raven Klaasen Rajeev Ram                | 5−7, 6−1, [10−7]                    |
| Guanyador | 14.  | 17 d'aril de 2016      | Montecarlo, Mònaco              | Terra batuda | Pierre-Hugues Herbert  | Jamie Murray Bruno Soares               | 4−6, 6−0, [10−6]                    |
| Guanyador | 15.  | 19 de juny de 2016     | Londres (2)                     | Gespa        | Pierre-Hugues Herbert  | Chris Guccione André Sá                 | 6−3, 7−6(5)                         |
| Guanyador | 16.  | 10 de juliol de 2016   | Wimbledon, Regne Unit           | Gespa        | Pierre-Hugues Herbert  | Julien Benneteau Édouard Roger-Vasselin | 6−4, 7−6(1), 6−3                    |
| Finalista | 11.  | 23 d'octubre de 2016   | Anvers, Bèlgica                 | Dura (i)     | Pierre-Hugues Herbert  | Daniel Nestor Édouard Roger-Vasselin    | 4−6, 4−6                            |
| Finalista | 12.  | 6 de novembre de 2016  | París (2)                       | Dura (i)     | Pierre-Hugues Herbert  | Henri Kontinen John Peers               | 4−6, 6−3, [6−10]                    |
| Guanyador | 17.  | 26 de febrer de 2017   | Marsella (2)                    | Dura (i)     | Julien Benneteau       | Robin Haase Dominic Inglot              | 6−4, 6−7(9), [10−5]                 |
| Finalista | 13.  | 14 de maig de 2017     | Madrid, Espanya                 | Terra batuda | Édouard Roger-Vasselin | Łukasz Kubot Marcelo Melo               | 5−7, 3−6                            |
| Guanyador | 18.  | 21 de maig de 2017     | Roma, Itàlia                    | Terra batuda | Pierre-Hugues Herbert  | Ivan Dodig Marcel Granollers            | 4−6, 6−4, [10−3]                    |
| Guanyador | 19.  | 13 d'agost de 2017     | Mont-real, Canadà               | Dura         | Pierre-Hugues Herbert  | Rohan Bopanna Ivan Dodig                | 6−4, 3−6, [10−6]                    |
| Guanyador | 20.  | 20 d'agost de 2017     | Cincinnati, Estats Units        | Dura         | Pierre-Hugues Herbert  | Jamie Murray Bruno Soares               | 7−6(6), 6−4                         |
| Guanyador | 21.  | 18 de febrer de 2018   | Rotterdam (3)                   | Dura (i)     | Pierre-Hugues Herbert  | Oliver Marach Mate Pavić                | 2−6, 6−2, [10−7]                    |
| Guanyador | 22.  | 10 de juny de 2018     | Roland Garros                   | Terra batuda | Pierre-Hugues Herbert  | Oliver Marach Mate Pavić                | 6−3, 7−6(4)                         |
| Guanyador | 23.  | 23 de setembre de 2018 | Metz (4)                        | Dura (i)     | Édouard Roger-Vasselin | Ken Skupski Neal Skupski                | 6−1, 7−5                            |
| Guanyador | 24.  | 21 d'octubre de 2018   | Anvers                          | Dura (i)     | Édouard Roger-Vasselin | Marcelo Demoliner Santiago González     | 6−4, 7−5                            |
| Finalista | 14.  | 18 de novembre de 2018 | ATP Finals, Londres, Regne Unit | Dura (i)     | Pierre-Hugues Herbert  | Mike Bryan Jack Sock                    | 7−5, 1−6, [11−13]                   |
| Guanyador | 25.  | 27 de gener de 2019    | Open d'Austràlia                | Dura         | Pierre-Hugues Herbert  | Henri Kontinen John Peers               | 6−4, 7−6(1)                         |
| Finalista | 15.  | 14 de juliol de 2019   | Wimbledon                       | Gespa        | Édouard Roger-Vasselin | Juan Sebastián Cabal Robert Farah       | 7−6(5), 6−7(5), 6−7(6), 7−6(5), 3−6 |
| Finalista | 16.  | 22 de setembre de 2019 | Metz (3)                        | Dura (i)     | Édouard Roger-Vasselin | Robert Lindstedt Jan-Lennard Struff     | 6−2, 6−7(1), [4−10]                 |
| Guanyador | 26.  | 6 d'octubre de 2019    | Tòquio, Japó                    | Dura         | Édouard Roger-Vasselin | Nikola Mektić Franko Skugor             | 7−6(7), 6−4                         |
| Guanyador | 27.  | 3 de novembre de 2019  | París                           | Dura (i)     | Pierre-Hugues Herbert  | Karén Khatxànov Andrei Rubliov          | 6−4, 6−1                            |
| Guanyador | 28.  | 17 de novembre de 2019 | ATP Finals, Londres             | Dura (i)     | Pierre-Hugues Herbert  | Raven Klaasen Michael Venus             | 6−3, 6−4                            |
| Guanyador | 29.  | 16 de febrer de 2020   | Rotterdam (4)                   | Dura (i)     | Pierre-Hugues Herbert  | Henri Kontinen Jan-Lennard Struff       | 7−6(5), 4−6, [10−7]                 |
| Guanyador | 30.  | 23 de febrer de 2020   | Marsella (3)                    | Dura (i)     | Vasek Pospisil         | Wesley Koolhof Nikola Mektić            | 6−3, 6−4                            |
| Guanyador | 31.  | 31 d'octubre de 2020   | Colònia, Alemanya               | Dura (i)     | Pierre-Hugues Herbert  | Łukasz Kubot Marcelo Melo               | 6−4, 6−4                            |
| Finalista | 17.  | 24 de maig de 2021     | Lió (2)                         | Terra batuda | Pierre-Hugues Herbert  | Hugo Nys Tim Pütz                       | 4−6, 7−5, [8−10]                    |
| Guanyador | 32.  | 12 de juny de 2021     | Roland Garros (2)               | Terra batuda | Pierre-Hugues Herbert  | Alexander Bublik Andrey Golubev         | 4−6, 7−6(1), 6−4                    |
| Guanyador | 33.  | 20 de juny de 2021     | Londres (3)                     | Gespa        | Pierre-Hugues Herbert  | Reilly Opelka John Peers                | 6−4, 7−5                            |
| Guanyador | 34.  | 24 d'octubre de 2021   | Anvers (2)                      | Dura (i)     | Fabrice Martin         | Wesley Koolhof Jean-Julien Rojer        | 6−0, 6−1                            |
| Finalista | 18.  | 7 de novembre de 2021  | París (3)                       | Dura (i)     | Pierre-Hugues Herbert  | Tim Pütz Michael Venus                  | 3−6, 7−6(4), [9−11]                 |
| Guanyador | 35.  | 21 de novembre de 2021 | ATP Finals, Torí, Itàlia (2)    | Dura (i)     | Pierre-Hugues Herbert  | Rajeev Ram Joe Salisbury                | 6−4, 7−6(0)                         |
| Guanyador | 36.  | 6 de febrer de 2022    | Montpeller (2)                  | Dura (i)     | Pierre-Hugues Herbert  | Lloyd Glasspool Harri Heliövaara        | 4−6, 7−6(3), [12−10]                |
| Guanyador | 37.  | 16 d'octubre de 2022   | Florència, Itàlia               | Dura (i)     | Édouard Roger-Vasselin | Ivan Dodig Austin Krajicek              | 7−6(4), 6−3                         |
| Finalista | 19.  | 30 d'octubre de 2022   | Basilea, Suïssa                 | Dura (i)     | Édouard Roger-Vasselin | Ivan Dodig Austin Krajicek              | 4−6, 6−7(5)                         |
| Finalista | 20.  | 26 de febrer de 2023   | Marsella                        | Dura (i)     | Fabrice Martin         | Santiago González É. Roger-Vasselin     | 6−4, 6−7(4), [7−10]                 |
| Finalista | 21.  | 1 d'abril de 2023      | Miami, Estats Units             | Dura         | Austin Krajicek        | Santiago González É. Roger-Vasselin     | 6−7(4), 5−7                         |
| Finalista | 22.  | 27 de maig de 2023     | Lió (3)                         | Terra batuda | Matwé Middelkoop       | Rajeev Ram Joe Salisbury                | 0−6, 3−6                            |

#### Períodes com a número 1
| Núm. | Precedit per | Dates                   | Succeït per    | Setmanes | Acumulat |
| ---- | ------------ | ----------------------- | -------------- | -------- | -------- |
| 1.   | Marcelo Melo | 06/06/2016 − 12/06/2016 | Jamie Murray   | 1        | 1        |
| 2.   | Jamie Murray | 11/07/2016 − 02/04/2017 | Henri Kontinen | 38       | 39       |

### Equips: 1 (0−1)
| Resultat  | Núm. | Data                      | Torneig                   | Superfície       | Equip                                                                | Oponents                                                    | Marcador |
| --------- | ---- | ------------------------- | ------------------------- | ---------------- | -------------------------------------------------------------------- | ----------------------------------------------------------- | -------- |
| Finalista | 1.   | 23 − 25 d'octubre de 2018 | Copa Davis, Lilla, França | Terra batuda (i) | Jérémy Chardy Pierre-Hugues Herbert Lucas Pouille Jo-Wilfried Tsonga | Marin Čilić Borna Ćorić Ivan Dodig Mate Pavić Franko Skugor | 1−3      |

## Trajectòria

### Individual
| Torneig | 2000 | 2001 | 2002 | 2003 | 2004 | 2005 | 2006  | 2007  | 2008  | 2009 | 2010 | 2011  | 2012  | 2013 | 2014  | 2015  | 2016  | 2017  | 2018 | 2019 | 2020 | Títols    | V − D     |
| --- | ---- | ---- | ---- | ---- | ---- | ---- | ----- | ----- | ----- | ---- | ---- | ----- | ----- | ---- | ----- | ----- | ----- | ----- | ---- | ---- | ---- | --------- | --------- |
| Open d'Austràlia | A    | 1R   | A    | A    | 1R   | A    | A     | 2R    | 2R    | A    | A    | 2R    | 3R    | A    | 1R    | Q1    | 2R    | 1R    | Q1   | Q1   | Q1   | 0 / 9     | 6 – 9     |
| Roland Garros | 1R   | 1R   | A    | 1R   | 1R   | A    | 1R    | 1R    | 1R    | Q2   | 2R   | 1R    | 3R    | 1R   | 1R    | 3R    | 2R    | 1R    | 1R   | 3R   | A    | 0 / 16    | 8 – 17    |
| Wimbledon | A    | A    | A    | A    | A    | A    | 3R    | 2R    | 1R    | 1R   | 1R   | 1R    | 2R    | 2R   | 1R    | 2R    | 4R    | 1R    | Q2   | Q1   | NC   | 0 / 12    | 9 – 12    |
| US Open | A    | A    | A    | 1R   | 1R   | A    | 2R    | 1R    | 1R    | Q1   | Q3   | 2R    | 1R    | 1R   | 1R    | 2R    | 3R    | 3R    | 2R   | Q2   | A    | 0 / 13    | 8 – 13    |
| Total Victòries−Derrotes | 0−2  | 1−4  | 0−1  | 3−6  | 3−10 | 1−5  | 11−19 | 22−20 | 16−26 | 4−4  | 3−7  | 11−11 | 16−18 | 17−7 | 14−23 | 11−11 | 23−20 | 15−19 | 5−9  | 4−3  | 0−0  | 180 – 225 | 180 – 225 |
| Rànquing a final d'any | 388  | 216  | 269  | 94   | 131  | 134  | 66    | 45    | 94    | 214  | 132  | 80    | 108   | 50   | 118   | 71    | 39    | 103   | 190  | 194  | 238  |           |           |
| Llegenda: G: Guanyador; F: Finalista; SF: Semifinalista; QF: Quarts de final; Q: Qualificació; A: Absent; RR: Round Robin; NC: No celebrat |      |      |      |      |      |      |       |       |       |      |      |       |       |      |       |       |       |       |      |      |      |           |           |

### Dobles masculins
| Open d'Austràlia | A   | A           | A           | A           | 3R    | 2R          | 1R          | QF          | 3R    | A           | A           | A           | 1R    | 1R          | SF          | F           | 2R    | QF          | 2R          | G           | 1R          | QF    | 1R    | 1R | 2R | 1 / 18    | 32 – 17   |
| Roland Garros | 2R  | 1R          | 1R          | 2R          | 1R    | 1R          | QF          | 2R          | A     | 3R          | 1R          | 3R          | 2R    | F           | 3R          | 3R          | 3R    | 1R          | G           | 2R          | 3R          | G     | 1R    | 1R |    | 2 / 23    | 37 – 21   |
| Wimbledon | A   | A           | A           | A           | 2R    | 1R          | 1R          | 1R          | 3R    | A           | 1R          | 2R          | 1R    | 2R          | SF          | 3R          | G     | 2R          | 2R          | F           | NC          | 2R    | QF    | 2R |    | 1 / 18    | 29 – 17   |
| US Open | A   | A           | A           | A           | SF    | QF          | 1R          | SF          | 2R    | 1R          | 1R          | A           | QF    | 3R          | 2R          | G           | SF    | 1R          | 3R          | 1R          | 1R          | QF    | 1R    | SF |    | 1 / 19    | 37 – 18   |
| Jocs Olímpics | A   | No celebrat | No celebrat | No celebrat | A     | No celebrat | No celebrat | No celebrat | A     | No celebrat | No celebrat | No celebrat | A     | No celebrat | No celebrat | No celebrat | 2R    | No celebrat | No celebrat | No celebrat | No celebrat | 1R    | NC    | NC |    | 0 / 2     | 0 – 2     |
| ATP Finals | A   | A           | A           | A           | A     | A           | A           | A           | A     | A           | A           | A           | A     | A           | A           | RR          | RR    | RR          | F           | G           | A           | G     | A     |    |    | 2 / 6     | 14 – 9    |
| Total Victòries−Derrotes | 2−3 | 0−4         | 0−1         | 6−3         | 21−10 | 9−10        | 9−13        | 19−14       | 14−23 | 7−4         | 6−9         | 9−6         | 18−13 | 22−14       | 28−17       | 33−17       | 48−15 | 36−14       | 36−13       | 36−13       | 17−12       | 43−14 | 23−25 |    |    | 448 – 273 | 448 – 273 |
| Rànquing a final d'any | 207 | 279         | 290         | 75          | 27    | 57          | 83          | 38          | 81    | 98          | 97          | 59          | 51    | 32          | 19          | 12          | 1     | 8           | 11          | 3           | 7           | 5     | 50    |    |    |           |           |
| Llegenda: G: Guanyador; F: Finalista; SF: Semifinalista; QF: Quarts de final; Q: Qualificació; A: Absent; RR: Round Robin; NC: No celebrat |     |             |             |             |       |             |             |             |       |             |             |             |       |             |             |             |       |             |             |             |             |       |       |    |    |           |           |

### Dobles mixts
| Open d'Austràlia | A           | A           | A           | A  | A           | A           | A           | A  | 1R          | A           | 1R          | A           | A  | A  | A  | 0 / 2  | 0 – 2  |
| Roland Garros | 1R          | 2R          | 1R          | 1R | 1R          | 1R          | 1R          | 1R | A           | A           | A           | A           | 1R | 1R | 2R | 0 / 11 | 2 – 11 |
| Wimbledon | A           | A           | A           | A  | A           | A           | A           | A  | A           | 2R          | 1R          | A           | A  | 2R | QF | 0 / 4  | 4 – 4  |
| US Open | A           | A           | A           | A  | A           | A           | A           | A  | A           | A           | A           | A           | A  | A  |    | 0 / 0  | 0 – 0  |
| Jocs Olímpics | No celebrat | No celebrat | No celebrat | A  | No celebrat | No celebrat | No celebrat | 1R | No celebrat | No celebrat | No celebrat | No celebrat | 1R | NC | NC | 0 / 2  | 0 – 2  |
| Llegenda: G: Guanyador; F: Finalista; SF: Semifinalista; QF: Quarts de final; Q: Qualificació; A: Absent; RR: Round Robin; NC: No celebrat |             |             |             |    |             |             |             |    |             |             |             |             |    |    |    |        |        |